# هارلن الیسون
هارلن الیسون (انگلیسی: Harlan Ellison)؛ زادهٔ ۲۷ مه ۱۹۳۴ – درگذشته ۲۸ ژوئن ۲۰۱۸) یک نویسنده ژانر علمی–تخیلی و فیلم‌نامه‌نویس اهل ایالات متحده آمریکا بود. او بیش از ۱۷۰۰ داستان کوتاه، رمان، مقاله، فیلم‌نامه و نقد نوشته‌است.
او جایزه‌های بسیاری از جمله هوگو، نبولا و لوکس را چندین بار از آن خود کرده‌است.

## آثار
برخی از آثار او در زیر آمده‌است:

### رمان کوتاه
- تارِ شهر (Web of the City - ۱۹۵۸)
- مردی با نه جان (The Man with Nine Lives - ۱۹۶۰)
- بوسهٔ عنکبوت (Spider Kiss - ۱۹۶۱)
- تقدیرکار (Doomsman - ۱۹۶۷)
- گم‌گشته ستارگان - ۱: ققنوس بدون خاکستر (The Starlost #۱: Phoenix Without Ashes - ۱۹۷۵)
- تمام دروغ‌هایی که زندگی من است (All the Lies That are My Life - ۱۹۸۰)
- به سوی ستارگان بگریز (Run for the Stars - ۱۹۹۱)
- شیطان در عقیق (Mefisto in Onyx - ۱۹۹۳)

### مجموعه داستانک‌ها
- اندکی ابدیت (A Touch of Infinity - ۱۹۵۸)
- دستهٔ جنایت‌کاران جنسی (Sex Gang - ۱۹۵۹)
- بچه‌های خیابان (Children of the Streets - ۱۹۶۱)
- شیره‌ای متشخص و دیگر داستان‌های نسل حلق‌آویز (Gentleman Junkie and Other Stories of the Hung-Up Generation - ۱۹۶۱)
- سرزمین عجایب الیسون (Ellison Wonderland - ۱۹۶۲)
- دردخدا و دیگر توهمات (Paingod and Other Delusions - ۱۹۶۵)
- دهانی ندارم و باید جیغ بکشم (I Have No Mouth, and I Must Scream - ۱۹۶۷)
- از سرزمین رعب (From the Land of Fear - ۱۹۶۷)
- عشق چیزی جز سکسِ بدهجی شده نیست (Love Ain't Nothing But Sex Misspelled - ۱۹۶۸)
- جانوری که عشق را در قلب دنیا فریاد زد (The Beast that Shouted Love at the Heart of the World - ۱۹۶۹)
- گذر از لبه (Over the Edge - ۱۹۷۰)
- شرکا در حیرت (Partners in Wonder - ۱۹۷۱)
- نسیان قریب (Approaching Oblivion - ۱۹۷۴)
- داستان‌های لاشخور (Deathbird Stories - ۱۹۷۵)
- نه دری، نه پنجره‌ای (No Doors, No Windows - ۱۹۷۵)
- شراب عجیب (Strange Wine - ۱۹۷۸)
- روز تلاشی (Shatterday - ۱۹۸۰)
- در پی کابوس (Stalking the Nightmare - ۱۹۸۲)
- آب‌نبات عصبانی (Angry Candy - ۱۹۸۸)
- دشت‌های ذهن (Mind Fields - ۱۹۹۴)
- لغزش (Slippage - ۱۹۹۷)
- دردسرسازان (Troublemakers - ۲۰۰۱)

### بازنگرانه و تجدید چاپ کلیات
- تنها در برابر فردا: ده سال تحقیق (Alone Against Tomorrow: a ۱۰-Year Survey - ۱۹۷۱)
- فانتزی‌های هارلن الیسون (The Fantasies of Harlan Ellison - ۱۹۷۹)
- اساس الیسون: یک بازنگری سی‌وپنج‌ساله (The Essential Ellison: a ۳۵-Year Retrospective - ۱۹۸۷)
- رویاهایی با دندان‌های تیز (Dreams With Sharp Teeth - ۱۹۹۱)
- تیغه‌کاری ۱ (Edgeworks. ۱–۱۹۹۶)
- تیغه‌کاری ۲ (Edgeworks. ۲–۱۹۹۶)
- تیغه‌کاری ۳ (Edgeworks. ۳–۱۹۹۷)
- تیغه‌کاری ۴ (Edgeworks. ۴–۱۹۹۷)
- اساس الیسون: یک بازنگری پنجاه‌ساله (The Essential Ellison: a ۵۰-Year Retrospective Revised & Expanded (۲۰۰۱)

### غیرداستانی
- یادداشت‌هایی از دوزخ (Memos from Purgatory - ۱۹۶۱)
- پستان شیشه‌ای (The Glass Teat - ۱۹۷۰)
- پستان شیشه‌ای دیگر (The Other Glass Teat - ۱۹۷۵)
- کتاب الیسون (The Book of Ellison - ۱۹۷۸)
- شب‌های بی‌خوابی در تخت پروکراست (Sleepless Nights in the Procrustean Bed - ۱۹۸۴)
- تیزی صدای من (An Edge in My Voice - ۱۹۸۵)
- هالن الیسون مراقب است (Harlan Ellison's Watching - ۱۹۸۹)
- کتاب الفبای هارلن الیسون (The Harlan Ellison Hornbook - ۱۹۹۰)